# Francesca Happé
Francesca Gabrielle Elisabeth Happé est professeure de neurosciences cognitives et directrice du MRC Social, Genetic and Developmental Psychiatry Center à l'Institut de psychiatrie du King's College de Londres. Ses recherches se concentrent sur le spectre de l'autisme, plus précisément la compréhension sociale des processus cognitifs des personnes autistes.

## Biographie
Happé a déclaré que son grand-père travaillait comme chercheur pour Technicolor, et fut à l'origine de vraies innovations. Ses parents l'ont d'après elle toujours encouragée à « poser des questions ».
Elle lit des ouvrages de psychologie expérimentale au Corpus Christi College, Oxford. Elle a ensuite complété son Doctorat à l'University College, Université de Londres, soutenu par un fonds du MRC pour le Cognitive Development Unit. Sa thèse s'intitule Theory of Mind and Communication in Autism(en français : Théorie de l'esprit et communication dans l'Autisme). Elle a été supervisée par Uta Frith.

### Emploi
Happé a occupé un certain nombre de postes dans la recherche, en travaillant d'abord au Conseil de la recherche médicale (Cognitive Development Unit) entre 1991 et 1995, avant de déménager dans le département de Psychologie et de recherche sur l'aphasie, à Boston College, aux États-Unis, pour une année en 1995. Depuis 1995, elle a tenu un poste dans le SGDP Center de l'Institut de psychiatrie (IoP) d'abord en tant que chercheur principal en psychologie cognitive (1996-2000), puis en tant que maître de conférences en neurosciences cognitives (2000-2008), enfin comme professeur de neurosciences cognitives depuis 2008. En octobre 2012, elle est devenue directrice du centre du Conseil de la recherche médicale SGDP.

### Recherche
Son travail explore la nature de la compréhension sociale dans le développement typique et les difficultés liées à la théorie de l'esprit dans l'autisme. Elle est également engagée dans les études des capacités des personnes autistes, en particulier leur style cognitif axé sur les détails. En plus des méthodes cognitives, sa recherche a impliqué des études en imagerie fonctionnelle, l'exploration des acquis de lésions cérébrales, et le comportement des méthodes génétiques. Elle est l'auteur de nombreux articles de recherche, ainsi que d'un livre généraliste sur l'autisme. Son travail est financé par des subventions de Wellcome Trust, du MRC, de l'ERSC et d'Autism Speaks. Elle a remporté un grand nombre de récompenses.

#### Théorie de la triade autistique fragmentée
Francesca Happé a participé à une étude consistant à analyser des données tirées de l'Étude de développement précoce des jumeaux basée au King's College de Londres. L'objectif était d'examiner l'héritabilité de domaines de traits autistiques et le degré d'influences génétiques et environnementales partagées, au sein d'une sélection de personnes dans la population générale, ayant des traits autistiques. Les domaines de traits autistiques en question étaient le déficit de communication sociale, le déficit de relations sociales réciproques, ainsi que les comportements et intérêts restreints et répétitifs.
L'étude considère, à travers l'usage de traits quantitatifs, les différences de concordance étiologique, tels que la sévérité des symptômes autistiques et le sex-ratio, afin d'établir le caractère fractionné des influences génétiques et environnementales. Les résultats indiquent le caractère limité des réseaux de concordance génétique et environnementale, ce qui correspond à d'autres données issues d'individus plus jeunes.
La conclusion est que la majorité des influences génétiques et environnementales sur les traits autistiques est propre à chaque composant phénotypique dans la population générale, ce qui implique que les traits autistiques puissent être hérités de façon indépendante et reliés à des facteurs biologiques différents.

### Autres responsabilités
Happé est présidente (2013-15) et membre du conseil d'administration (2012-16) de la Société internationale pour la recherche sur l'autisme. Elle a été membre de la National Autistic Society dans le cadre du groupe consultatif « Autisme et maturité » depuis 2011. En 2013, elle est présidente de l'International Society for Autism Research (Société internationale pour la recherche sur l'autisme). Elle a occupé plusieurs rôles éditoriaux, notamment pour la Revue de psychologie de l'enfant et de la psychiatrie (2000-2006). Elle est membre du conseil éditorial du Journal of Autism and Developmental Disorders (2001-2010) et de Mind and Language (en cours). Elle effectue régulièrement des relectures d'articles pour diverses revues, notamment Biological Psychiatry, Child Development, Cognition, Developmental Psychology, Developmental Science, JAACAP, JCCP, Nature Neuroscience, et Trends in Cognitive Sciences.

## Engagement médiatique et public
Elle a contribué à la compréhension publique de la science avec des apparitions à la télévision, y compris à la BBC CQFD, Open University, et à Horizon. Elle a répondu à des interview à la radio pour le World Service de la BBC et pour l'American Broadcasting Company. Ses articles sont parus dans la section sciences du Daily Telegraph, de The Independent, La Repubblica et du New Scientist. Elle a fait l'objet d'un documentaire pour la série de Channel 4 4Learning Living Science, intitulé A Living Mind, qui était destiné à l'enseignement des enfants de 11 à 14 ans.

## Récompenses
- Bourse, Corpus Christi College, Oxford (1987)
- Proxima Accessit à la Chris Welch Bourse d'études en Sciences (1988)
- Daily Telegraph, Young Science Writer prize (1991)
- British Psychological Society, Médaille Spearman (1998)
- Prix de la Experimental Psychology Society (1999)
- Royal Institution Scientists for the New Century, maître de Conférences (1999)
- Vainqueur du King's College Supervisory Excellence Award  (2011)
- Société Royale Rosalind Franklin Award (2011)[6]
- Élue Fellow de la British Academy (2014)[7].

## Publications

### Livres
Happé est l'auteure d'un livre d'introduction à l'autisme pour les élèves, les parents et les professionnels du droit : Autism: An Introduction to Psychological Theory, qui a été traduit en plusieurs langues. Elle est également créatrice d'une série de livres de science pour enfants intitulée My Mum's a Scientist (« Ma mère est une scientifique »).

### Documents académiques
Le professeur Happé a un indice h de 43, a publié plus de 130 articles examinés par les pairs, dont plus de 20 ont plus de 100 citations.

### Sélection de publications
- Fletcher, P.C., Happé, F., Frith, U., Baker, S.C., Dolan, R.J., Frackowiak, R.S.J. & Frith, C.D. (1995) Other minds in the brain: A functional imaging study of "theory of mind" in story comprehension. Cognition, 57, 109-128.
- Happé, F., Ehlers, S., Fletcher, P., Frith, U., Johansson, M., Gillberg, C., Dolan, R., Frackowiak, R. & Frith, C. (1996) "Theory of mind" in the brain. Evidence from a PET scan study of Asperger syndrome. NeuroReport, 8, 197-201.
- Happé, F. (1999) Autism: Cognitive deficit or cognitive style? Trends in Cognitive Sciences, 3, 216-222.
- Happé, F., Ronald, A. & Plomin, R. (2006) Time to give up on a single explanation for autism. Nature Neuroscience, 9, 1218-20.
- Hallett, V., Ronald, A., Rijsdijk, F. & Happé F. (2010) Association of autistic-like and internalizing traits during childhood: a longitudinal twin study. American Journal of Psychiatry, 167, 809-17.
- Charman, T., Jones, C.R., Pickles, A., Simonoff, E., Baird, G. & Happé, F. (2011). Defining the cognitive phenotype of autism. Brain Research, 1380, 10-21.
- Robinson, E.B., Koenen, K.C., McCormick, M.C., Munir, K., Hallett, V., Happé, F., Plomin, R. & Ronald, A. (2012). A multivariate twin study of autistic traits in 12-year-olds: testing the fractionable autism triad hypothesis. Behavior Genetics, 42, 245-255.
- Dworzynski, K., Ronald, A., Bolton, P. & Happé, F. (2012) How different are girls and boys above and below the diagnostic threshold for autism spectrum disorders? J. American Academy of Child and Adolescent Psychiatry.
- Robinson, E.B., Lichtenstein, P., Anckarsäter, H., Happé, F. & Ronald, A. (in press) Examining and interpreting the female protective effect against autistic behavior. Proceedings of the National Academy of Sciences.